# Rybné námestie

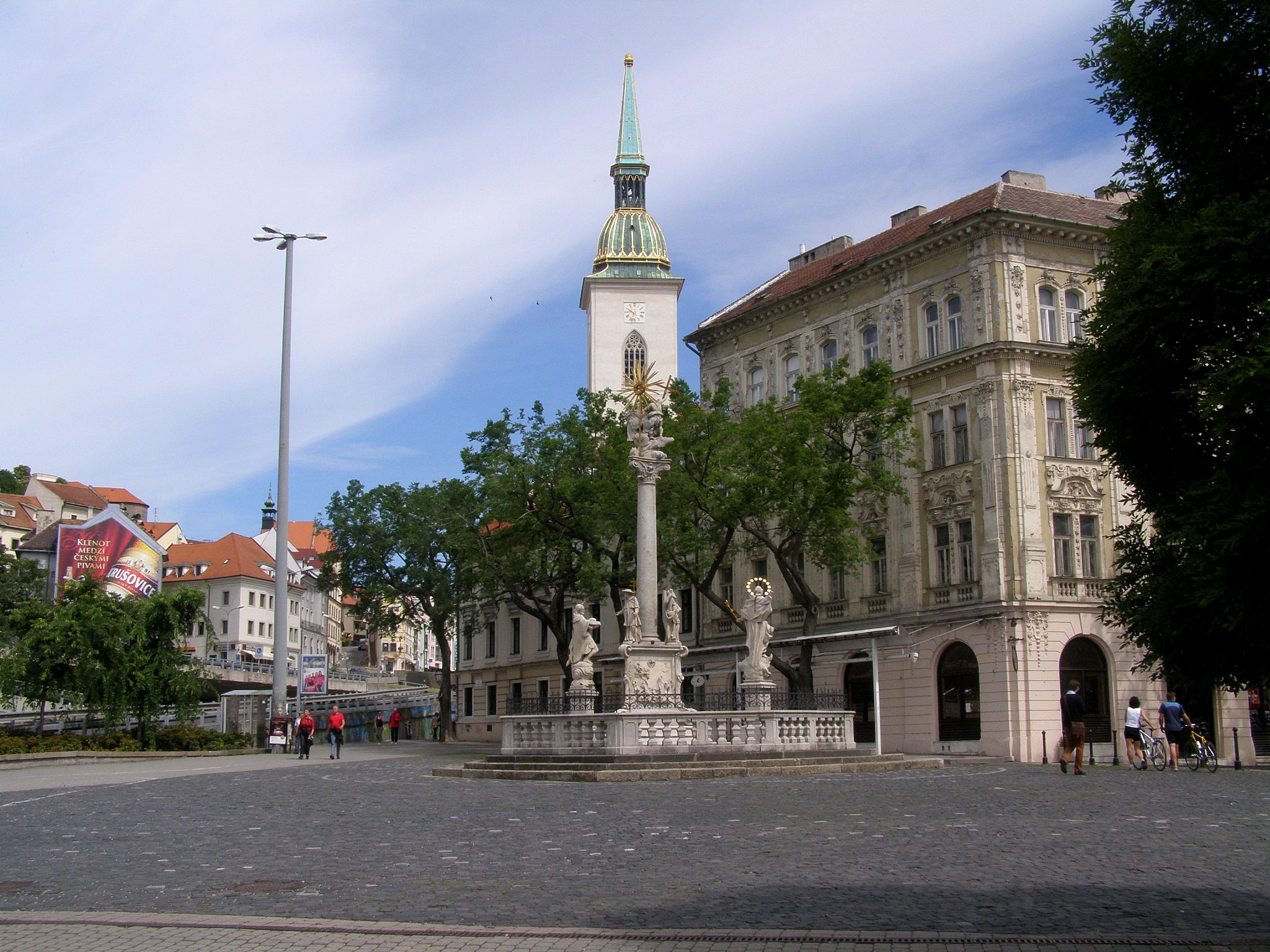
Gesamtansicht des Platzes, mit dem Turm des Martinsdoms im Hintergrund

Rybné námestie (deutsch Fischplatz, ungarisch Hál-tér) ist ein Platz in der slowakischen Hauptstadt Bratislava, im südlichen Teil des Stadtteils Staré Mesto (deutsch Altstadt) und am Westrand des historischen Stadtkerns. Begrenzt wird er durch den Platz Hviezdoslavovo námestie im Osten, die Straße Rázusovo nábrežie am Donauufer im Süden und die nördliche Zufahrtsrampe zur Brücke des Slowakischen Nationalaufstandes im Westen. Die nördliche Abgrenzung bildet die Westfassade des Hauses Bibiana.

## Historisches

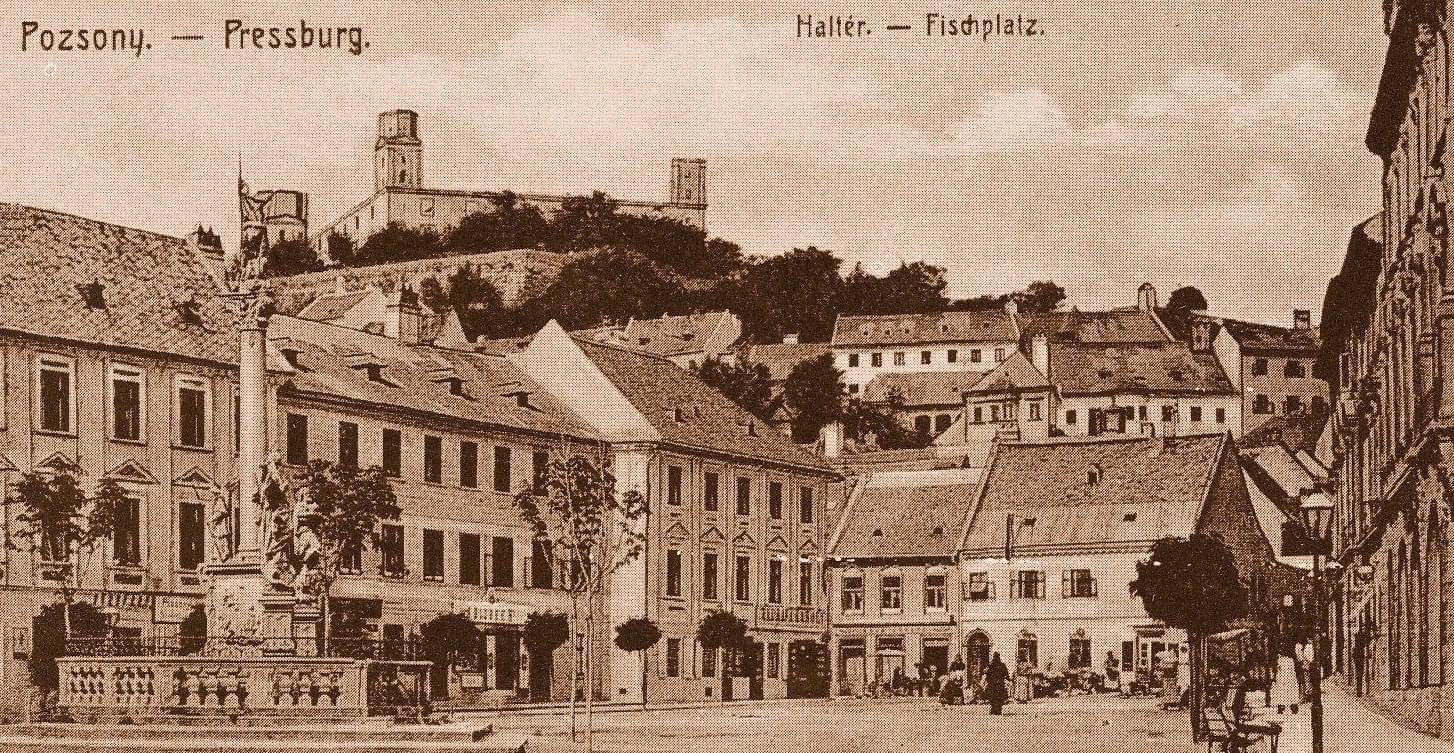
Der Platz um 1900

Die offene Fläche außerhalb der historischen Stadtbefestigung vor dem Weidritzer Tor, die in einen einstigen Donauarm im Süden hinabfiel, war wegen der Nähe zum Fluss Standort von Fischmärkten, worauf der erste bekannte Name Forum Piscium (1373) hinweist. Zeitweise boten aber auch Metzger, Töpfer und andere Handwerker ihre Waren an. Im 15. Jahrhundert stand hier eine kleine Vorburg der Pressburger Burg, genannt Neuer oder auch Weißer Tabor. 1461 gab es hier einen Brunnen (prun vor Weidritzer tor), 1487–1490 begann hier eine kurzlebige Donaubrücke. Nach der Anlegestelle der Donauflößer hieß der spätere Platz ab dem 16. Jahrhundert bis 1776 Fletzerstadl.
Nachdem eine Pestepidemie im Jahr 1713 in der Stadt Pressburg grassierte und 3.860 Menschenleben forderte und darüber hinaus weitere 1.571 Menschen infizierte, entstanden zwei Pestsäulen, wovon heute noch eine steht. In der Folgezeit entstanden ein Wachposten (1744), eine städtische Brauerei (1752) sowie Kornspeicher und Mautstelle (1778). In der zweiten Hälfte des 18. Jahrhunderts hieß der Standort auch Weidritzer Platz, der Name Fischplatz bürgerte sich dauerhaft erst im 19. Jahrhundert, als ein Fischmarkt vom Franziskanerplatz hierher verlegt wurde, ein. 
Mit der fortschreitenden Regulierung der Donau im 19. Jahrhundert entfernte sich der Ufer weiter vom Platz weg, zugleich verstädterte sich der Platz mit neuen Häusern und später Mietshäusern weiter. Ab Mitte des 19. Jahrhunderts stand er an der Grenze dreier Stadtviertel: der Altstadt, der Theresienstadt (des einstigen Schlossgrunds) und Franz Josefstadt. An der Nordseite des Platzes, am Treffpunkt mit der Straße Pánska (deutsch Herrengasse) und der alten Straße Židovská (deutsch Judengasse oder Schlossgrundgasse) wurde 1893–1894 die im orientalistischen Stil gestaltete Neologe Synagoge gebaut.
Die späten 1960er und frühen 1970er Jahren markierten einen schweren Eingriff in das Bild des Platzes. Mit dem Bau der neuen Brücke des Slowakischen Nationalaufstandes verschwanden große Teile des Platzes mit Umgebung, darunter das Gebäude der städtischen Brauerei und die Synagoge. Seither bleiben nur noch eine Pestsäule und zwei Stadthäuser am Treffpunkt mit dem Hviezdoslavovo námestie und der Straße Pánska.